# وريل وليامز
وريل وليامز (بالإنجليزية: Worrell Williams)‏ هو لاعب كرة قدم أمريكية أمريكي، ولد في 6 مارس 1986 في ساكرامنتو في الولايات المتحدة.

## وصلات خارجية
- وريل وليامز على موقع JustSportsStats.com (الإنجليزية)